# Greguss Pál (botanikus)
Greguss Pál (Tornya, 1889. december 31. – Szeged, 1984. március 23.) Kossuth-díjas botanikus, egyetemi tanár, a biológiai tudományok doktora (1956).
Kutatási területe: 60 éves tudományos munkássága a biológia számos ágát érintette: növényélettan, a növények külső és belső morfológiája, növényrendszertan, növényföldrajz, származástan, fejlődéstörténet, genetika, palinológia, ökológia és biofizika terén. Munkássága utolsó két évtizedében főleg a faanatómia és a paleoxylotómia területén publikált. Tankönyvírói és tudománynépszerűsítő tevékenysége is jelentős.

## Életpályája
Az aradi tanítóképzőben, majd a Budapesti Tudományegyetemen és a Prágai Egyetemen végezte tanulmányait. Tanítói (1910), polgári iskolai tanári és tornatanári (1913), majd természetrajz–vegytan–természettan és torna szakon középiskolai tanári oklevelet szerzett. Előbb a Csáktornyai, majd a budai tanítóképző intézetben tanított. A Budapesti Tudományegyetemen doktorált 1919-ben. 1926-ban hosszabb tanulmányutat tett Jénában. 1927-ben A száras növények ivaros szaporodása tárgykörből magántanári oklevelet szerzett a budapesti egyetemen. Az 1949-ben bevezetett szovjet tudományos szisztéma szerint 1952-ben a kandidátusi fokozatot, 1956-ban a biológia tudományok doktora fokozatot érte el.
1928-tól Szegeden a Tanárképző Főiskolán a Növénytani Tanszék tanszékvezető főiskolai tanára, majd 1940 október 19-étől tanszékvezető egyetemi tanári kinevezést nyert a Horthy Miklós Tudományegyetem Növénytani Tanszékére, s egyben ő lett az újszegedi egyetemi Füvészkert igazgatója. 1946–47-ben a Természettudományi Kar dékánja, 1957–58-ban a Szegedi Tudományegyetem rektora pozíciókat is Greguss töltötte be. Már a két világháború közt nemzetközi hírű xilotomus. Az 1950-es és az 1960-as években rövidebb tanulmányutakat tett: Franciaország (1955), NDK (1958), Lengyelország (1958), Kanada (1959), Észak-Írország (1963), India (1964), NSZK (1966).
Társszerkesztője volt a Paläontologische Abhandlungen c.; valamint az Acta Botanica (1941-1946) és Acta Biologica (1947-1965) c. egyetemi szakmai folyóiratoknak. Tudományos közleményeit német és angol nyelven adta közre. Számos szakmai társaságnak volt tagja vagy tiszteletbeli tagja (Magyar Természettudományi Társaság, Magyar Biológiai Társaság, Indiai Paleontológiai Társaság, Nemzetközi Dendrológiai Társaság, Nemzetközi Paleontológiai Társaság, Nemzetközi Faanatómusok Társasága, Nemzetközi Morfológiai Társaság, Német Botanikai Társaság).
1965-ben nyugdíjazták. Nyugdíjas éveiben is foglalkozott a botanika kérdéseivel és memoárjait írta. 1984-ben érte a halál; a szegedi Belvárosi temetőben helyezték örök nyugalomra.
Fiai, ifj. Greguss Pál NASA-díjas biofizikus, Greguss Ákos pedig a halászlékocka és a granulált hús feltalálója, élelmiszeripari vegyészmérnök.

## Művei (válogatás)

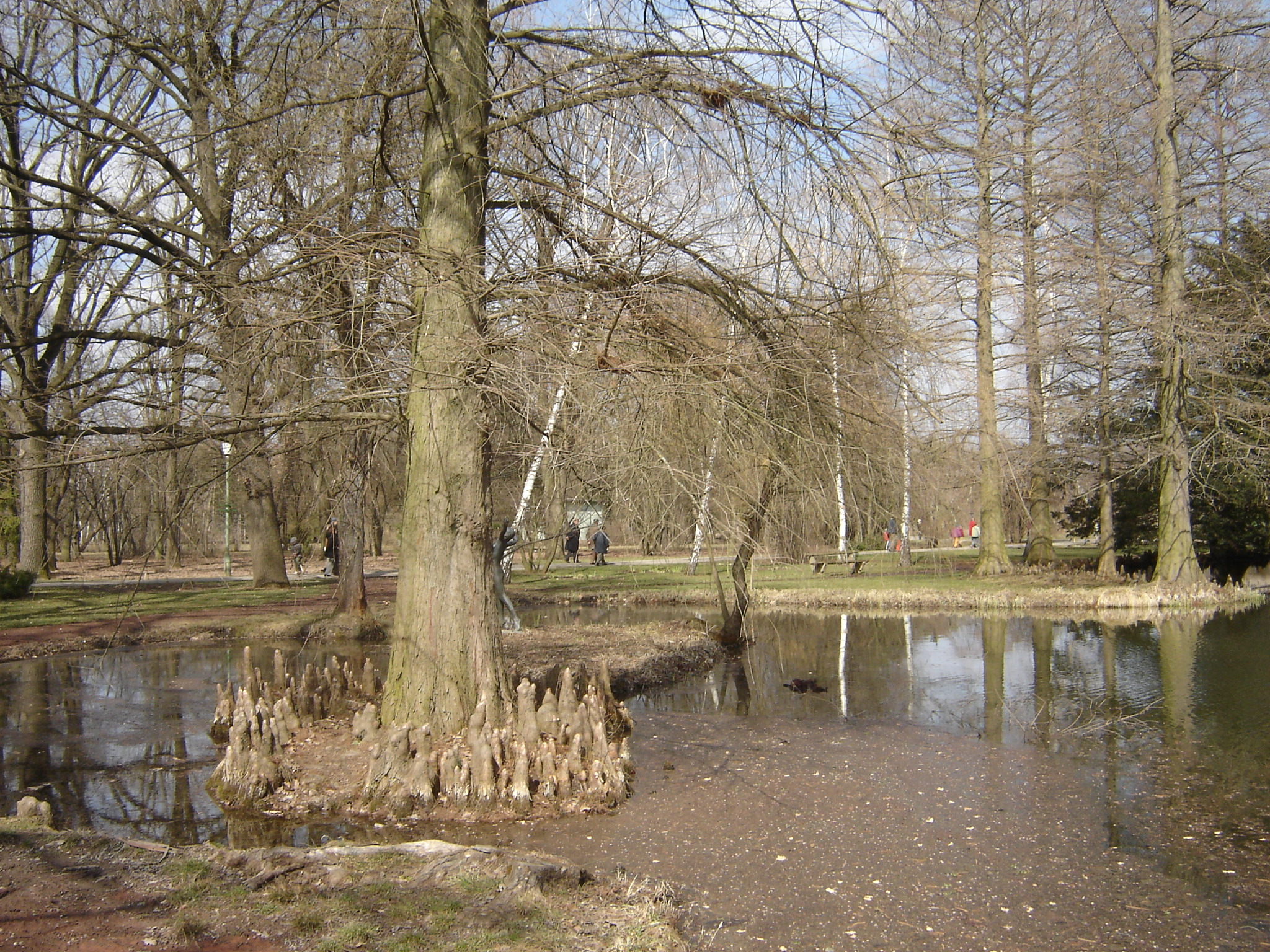
Egyetemi Füvészkert, Újszeged.

- A növények csodálatos élete. Előszót írta Móra Ferenc. Budapest, 1932.[3]
- Bevezetés az örökléstanba. Budapest, 1935.
- 400 egyszerű növénytani kísérlet. Szeged, 1936.
- Növénytani didaktikai kiállítás szegedi főiskolánkon. Budapest, 1937.
- A hazai őslombos fák meghatározó kulcsa, szövettani alapon. Budapest, 1938.
- Szeged környéki régészeti leletek xylotomiai vizsgálata = Xylotomische Untersuchung Archeologischer Funde aus der Umgebung von Szeged. Szeged, 1939.
- A közép-európai fák és cserjék meghatározása szövettani alapon. Budapest, 1943.
- Xylotomischer Bestimmungsschlüssel der Pinus Arten. Varga Istvánnal. Szeged, 1950.
- Bevezetés a növények szervezettanába : szervek tana: Organographia : 1950/51. Szeged, 1950, ill. Varga Magdolna.
- Az ipolytarnóci alsómiocén kövesedett famaradványok. Budapest, 1954. (Klny. a Földtani Közlönyből.)
- Identification of living gymnosperms on the basis of xylotomy. Budapest, 1955.
- Xylotomische Bestimmung der heute lebenden Gymnospermen. Budapest, 1955.
- A nyitvatermők xylotomiája : doktori értekezés tételei. Budapest : [kiad. a Tudományos Minősítő Bizottság], 1956.
- Az élő nyitvatermők xylotómiája 1500 mikrofényképpel és 350 tábla rajzzal. Akadémiai doktori disszertáció, 1956. (Kéziratban).
- Holzanatomie der europäischen Laubhölzer und Sträucher. Budapest, 1959.
- Fossil gymnosperm woods in Hungary from the Permian to the Pliocene. Budapest, 1967.
- Xylotomy of the living Cycads : with a description of their leaves and epidermis.[4] Budapest, 1968.
- Tertiary angiosperm woods in Hungary. Budapest, 1969.
- Xylotomy of the living conifers. Budapest, 1972.
- Életem : az asztalosműhelytől az egyetemi katedráig. Budapest, 1979.
- Phylogenetic importance of the zylotomy and geographical distribution of homoxylic Drimys winteri and Drimys colorata. 2. In: Acta Biologica, Szeged, 1982. Nova Ser. Tom. 28. Fasc. 1–4. 41–52. pp.

## Elismerések, díjak (válogatás)
- A Francia Botanikai Társaság emlékérme (1954)
- Munka Érdemrend (1955, 1959, 1965)
- Kossuth-díj II. fokozat (1958)
- József Attila-emlékérem (1969)
- A JATE díszdoktora (1982)